# اعتلال عصبي سكري دان
الاعتلال العصبي السكري الدَّاني (بالإنجليزية: Proximal diabetic neuropathy)‏ ويُعرف أيضًا باسم الضمور العضلي السكري (بالإنجليزية: Diabetic amyotrophy)‏، هو من ضمن مضاعفات داء السكري الذي يؤثر على الأعصاب المغذية للفخذين والوركين والأليتين (المؤخرة) والساق السفلى. الاعتلال العصبي السكري الداني نوع من انواع اعتلال الأعصاب السكري يتميز بضمور العضلات والضعف والألم واخدرار القدمين. وهذا بسبب تلف الضفيرة العصبية القطنية العجزية. يشيع الاعتلال العصبي السكري الداني أكثر بين مرضى السكري من النوع الثاني، ويقل شيوعا بين مرضى السكري من اعتلال الأعصاب المتعدد القاصي.

## العلامات والأعراض
تعتمد العلامات والأعراض الخاصة بالاعتلال الداني على الأعصاب التي تأثرت. عادة يكون العرض الأول هو ألمٌ في المؤخرة والوركين والفخذين والساقين. حيث يظهر الألم فجأةً على جانبٍ واحد على الرغم من إمكانية ظهوره على الجانبين. ويتبع عادة بضعفٍ غير ثابتٍ في العضلات القريبة من الطرف السفلي كالفخذين والمؤخرة. التلف الذي حدث للأعصاب المغذية للعضلات المحددة يمكن أن تتسبب في ارتعاش العضلات (ارتجاف حزمي) بالإضافة إلى الضعف. ويكون مصحوبًا عادةً بانخفاضٍ الوزن.
يُسبب السكري تلفًا كثيرًا في الأعصاب الطويلة المغذية للقدمين والساقين والذي ينتج عنه تنميل ووخز وألم (اعتلال الأعصاب السكري). على الرغم من إمكانبة وجود هذه الأعراض إلا أن الألم والضعف للاعتلال الداني يحدث بشكل أسرع ويؤثر على الأعصاب القريبة من الجذع.

## الأسباب
تشيع هذه الحاله أكثر بين مرضى السكري من النوع الثاني، على الرغم من ظهوره في أشخاص غير مصابين بالسكري (اعتلال الأعصاب الضفيرية الجذرية القطنية العجزية غير السكري). يشير السكان إلى أن ارتفاع سكر الدم يلعب دورًا على الأرجح ولكنه قد لا يكون العامل المسبب.
كان يُعتقد في البداية أن تلف الأعصاب المرتبط بهذا المرض ناتج عن تغيرات أيضية، مثل مرض الأوعية الدموية الدقيقة داخل العصب، حيث تتضرر الخلايا الداعمة للبطانة (الخلايا المحيطة بالأوعية الدموية) بسبب ارتفاع سكر الدم. تُنظم الخلايا المحيطة بالأوعية الدموية تدفق الدم الشعري، كما تُساهم في بلعمة الحطام الخلوي، وقد يحدث نقص تروية للأعصاب في حال تلف الخلايا المحيطة بالأوعية الدموية. هناك آلية محتملة أخرى تتضمن آلية مناعية تُسبب التهاب الأوعية الدموية الدقيقة، مما قد يؤدي إلى نقص التروية.

## التشخيص
قد يُشتبه في إصابة مرضى السكري الذين يعانون من ألم وضعف في المنطقة القريبة (الورك والفخذ) بالضمور العضلي السكري. ويمكن إجراء تشخيص أدق باستخدام دراسات التشخيص الكهربائي، بما في ذلك دراسات التوصيل العصبي (NCS) وتخطيط كهربية العضلات (EMG). غالبًا ما يكون الضمور العضلي السكري تشخيصًا استبعاديًا لدى مرضى السكري الذين تظهر لديهم أدلة على اعتلال الضفيرة القطنية العجزية في دراسات التوصيل العصبي وتخطيط كهربية العضلات، والذين لا يمكن تحديد سبب آخر لاعتلال الضفيرة القطنية العجزية لديهم.

## العلاج
يمكن الوقاية من اعتلال الأعصاب السكري الداني من خلال إدارة مرض السكري. يُعتقد أن معدل حدوث اعتلال الأعصاب السكري الداني يرتبط بضبط مستوى السكر في الدم لدى مرضى السكري، ومن المرجح أن يتحسن مع تحسين ضبط مستوى السكر في الدم.
يمكن أن تساعد الأدوية في تخفيف الألم المصاحب لاعتلال الأعصاب السكري الداني. تستهدف الأدوية الشائعة المستخدمة لعلاج ضمور العضلات السكري العصب مباشرةً، مثل جابابنتين أو بريجابالين.

## المآل
غالبًا ما يكون اعتلال الأعصاب السكري الداني أحادي الطور، ويتحسن بعد ظهوره الأولي. ومع ذلك، لا يزول الألم والضعف تمامًا، وقد يؤديان إلى ضعف في الحركة والوظيفة.